# Maria Koninginkerk (Baarn)
De Maria Koninginkerk, in de volksmond Mariakerk is een kerkgebouw in de Utrechtse plaats Baarn. Het gebouw en de geloofsgemeenschap maken sinds 2011 deel uit van de rooms-katholieke parochie HH. Martha en Maria.
De kerk staat op de hoek Maatkampweg 18 op de hoek met de Bremstraat. In 1959 werd door de toenmalige aartsbisschop Alfrink van Utrecht opdracht gegeven een parochie te stichten in de Zuidoostwijk van Baarn. In de kerstnacht van 1962 werd de Mariakerk in gebruik genomen.

## Kenmerken
De kerk werd ontworpen door H. Knoop en is gebouwd in 1963 en heeft een losstaande toren. Deze voorheen spitsloze toren kreeg er in 2000 een klein torenspitsje bij toen er GSM antennes werden geplaatst. Op de buitenmuur staat een kunstwerk van Elly Meijer, uitbeeldend de vijf wijze en de vijf dwaze meisjes met hun olielampen, uit een gelijkenis uit het Bijbelse boek Matteüs 25 en naar de profetie van Jesaja.